# Charles Thompson (jazzista)
Charles Phillip Thompson (Springfield, 21 marzo 1918 – Tokyo, 16 giugno 2016) è stato un pianista, organista e arrangiatore statunitense di musica jazz.
Musicista professionista dall'età di dieci anni (il suo primo strumento fu il violino), a dodici suonava già in feste private con  Bennie Moten e la sua orchestra a Colorado Springs. Count Basie, che a volte suonava con Moten lo notò e lo invitò a suonare. Il suo stile avrebbe poi sempre risentito di quello di Basie.Il suo soprannome, "Sir Charles", fu un'invenzione di Lester Young.
Thompson lavorò prevalentemente con piccoli gruppi anche se iniziò militando in diverse big band, incluse quelle di Lionel Hampton, Fletcher Henderson, Jimmy Dorsey, Coleman Hawkins/Howard McGhee (nel 1944-1945)  per le quali scrisse anche arrangiamenti. Scrisse lo standard "Robbins' Nest", un classico dello stile bebop, che Gil Evans arrangiò poi magistralmente per l'orchestra di Claude Thornhill. Durante gli anni 1940, aderì allo stile bop e  partecipò a storiche registrazioni con Charlie Parker (del cui quintetto fece per qualche tempo parte), Dexter Gordon e J.C. Heard.

## Discografia
- 1945-47 - Takin' Off  (Delmark-Apollo Series, 1992) Ristampa delle matrici Apollo con alternate takes
- 1945-48 -  When Swing Meets Bop (Ocium, 2001) In parte duplica il precedente Takin Off ma aggiunge le rare matrici Snsation e atri brani a nome altrui
- 1953-55 - His Personal Vanguard Recordings (2CD) (Vanguard, 1992) Ristampa dell'integrale delle matrici Vanguard originariamente pubblicate su 4 ep da 10"
- 1954 - For The Ears (& Coleman Hawkins) (Vanguard, 1999) Antologia dell'album doppio precedente
- 1960 - Sir Charles Thompson and the Swing Organ (Columbia, ?)
- 1960 - Rockin' Rhythm (Columbia, ?)
- 1961 - Organ slow (Mode, ?)
- 1961-67 - Playing M Way (Jazz Conoisseur, ?)
- 1974 - Hey There (Black & Blue, 1999)
- 1977 - Sweet And Lovely (Black & Blue, ?)
- 1984 - Portrait Of A Piano (Sackville, ?)
- 1993 - Robbins' Nest (Paddle Wheel, ?)
- 1993 - Stardust (Paddle Wheel, ?)
- 1997 - The Sir Charles Thompson Showcase (King Records, ?)
- 2000 - Robbins' Nest: Live at the Jazz Showcase (Delmark, )
- 2001 - I Got Rhythm  (Delmark, ?)
- 2011 - The Jazz Legend  (Marshmallow, )
- 2012 - Love Is Here To Stay (Ahbeau, ?) (& Yoshimasa Kasai)
- 2014 - Blue Notion (Jazzology, ?) (With Yoshio Toyama & Dixie Saints)